# Fort Central
Le Fort central (Forte Colle Alto) est un ouvrage militaire italien destiné à la défense du col de Tende, localisée au sud des Alpes, à la frontière franco-italienne, dans le département des Alpes-Maritimes.

## Situation stratégique
Le Fort central s'inscrit dans un système de défense comportant cinq autres ouvrages : les forts de la Marguerie, Tabourde, Pernante, de Giaure et Pépin. Le but de ce système conçu dans le cadre du plan de défense de l'Italie de 1871, était de sécuriser le col de Tende et d'interdire toute avancée des troupes françaises. Le col de Tende ferme au nord la Vallée de la Roya, qui débouche sur la Méditerranée à Vintimille.
Les enjeux de cette situation stratégique sont comparables à ceux de la frontière franco-italienne entre Menton et Vintimille.

## Organisation du site
Situé à 1 920 mètres d'altitude, il se trouve directement sur le col et la route qui y passe.
Le fort a la forme d'un trapèze équilatéral : le front de gorge (nord) est parallèle au front de tête (sud) qui fait face aux assaillants (Français dans le cas présent). Un fossé entoure le fort sur trois côtés ; pour sa défense il dispose, à deux angles, d' ouvrages de flanquement saillants de type caponnière. La porte d'entrée, précédée d'un pont à arche unique donne sur une caserne du temps de guerre. Les embrasures des canonnières s'ouvrent sur le flanc sud et les flancs latéraux ; au-dessus, s'alignent des meurtrières groupées par trois .
L'armement était constitué de 12 canons sous casemates en rez-de-chaussée dont 8 de calibre supérieur à 15 cm, positionnés au fronts sud et sud-ouest pouvaient atteindre le fond de la vallée. 
Un casernement a été construit, en 1883-84, à proximité et en contre-bas du fort. Il fut le principal lieu de cantonnement de la garnison et du commandement du camp retranché. Outre les chambrées pour 300 hommes, on trouvait des écuries, une boulangerie et un abattoir. Le casernement disposait également d'un hôpital, d'un colombier et d'un central pour la téléphonie/ télégraphie.
Un téléphérique, partant de Panice Sottana, au sud de Limone Piemonte, alimentait le fort, palliant l'enneigement de la route d'accès en hiver.

## Historique
Le fort central et les 5 autres ont été construits entre 1881 et 1883. Entre 1914 et 1918 les forts sont désarmés ; dans les années 1930, Mussolini lance un programme de fortification de la haute Roya, appelé le Vallo Alpino. Les forts servent au cantonnement des troupes et au stockage des munitions.
En septembre 1947, l'entrée en vigueur du traité de Paris a pour conséquence de déplacer vers le nord la frontière avec l'Italie, en attribuant à la France La Brigue (enclave du massif du Marguareis) et Tende qui, bien qu'appartenant au territoire du comté de Nice, avaient été laissés, en 1860, au royaume d'Italie pour des raisons politiques et stratégiques.

## Accès au site
Jusqu'au début du XXe siècle, le téléphérique militaire, côté italien, permettait de garantir l'approvisionnement de la caserne et du fort, même en hiver.
Outre par la route du col de Tende, il est possible de rejoindre le fort, côté français, par une piste qui part du hameau de Castérino et passe par la baisse de Peïrefique et le fort de la Marguerie.
Aujourd'hui l'accès au site peut se faire en 4x4 l'été, et dans le cadre de randonnées en motoneige l'hiver.